# Castello di Argirocastro (Albania)

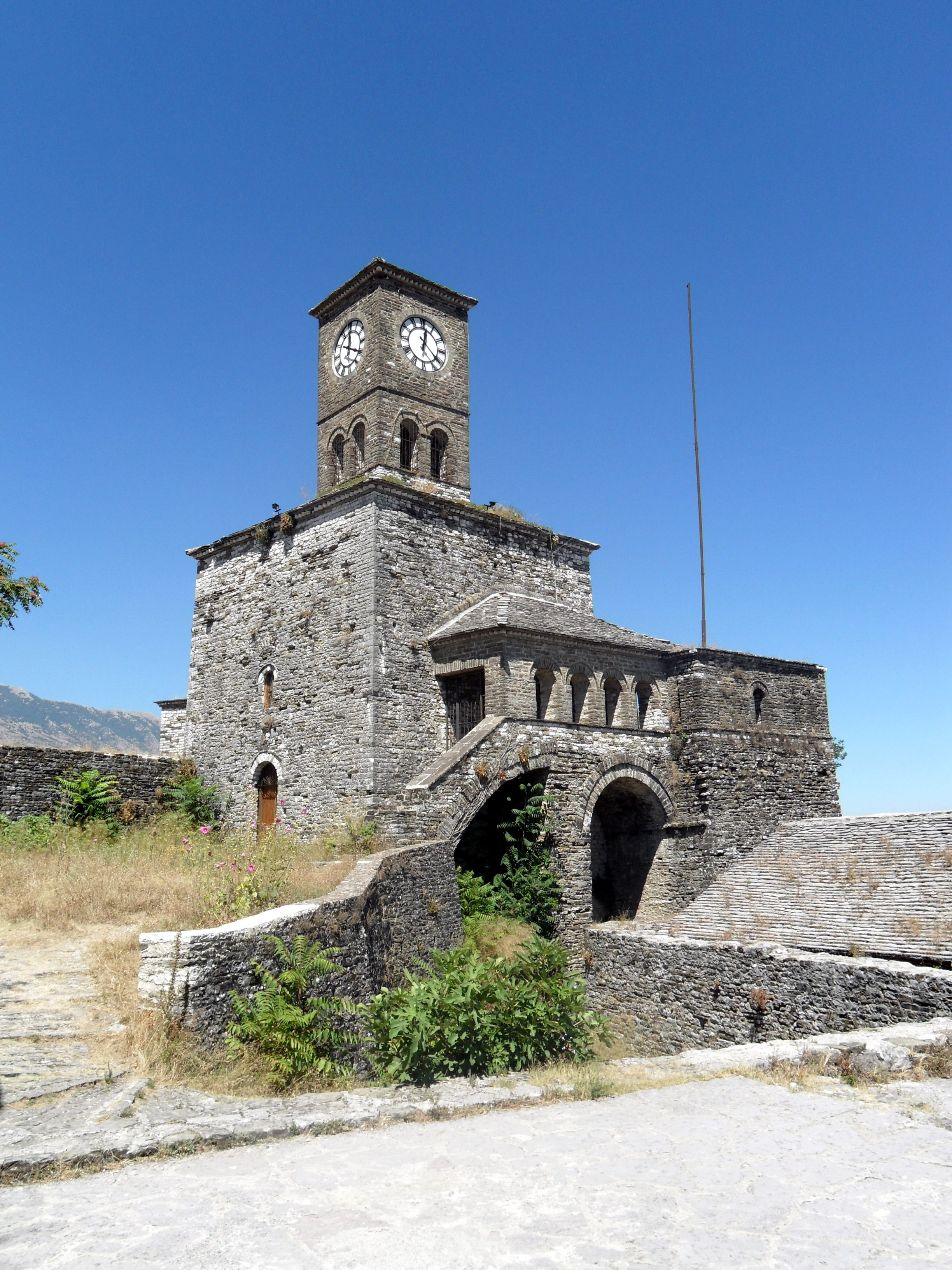
Il castello di Argirocastro

Il castello di Argirocastro (albanese: Kalaja e Gjirokastrës) è un castello situato ad Argirocastro, nel sud dell'Albania.
Il castello domina la città di Argirocastro e gode di una posizione di notevole importanza strategica lungo la valle del fiume. La cittadella fortificata è stata costruita intorno al XII secolo. 
Lavori di ristrutturazione sono stati compiuti da Ali Pasha di Tepelenë dopo il 1812. Il governo di Zog I di Albania ampliò la prigione del castello nel 1932. Le prigioni del castello hanno inoltre ospitato numerosi prigionieri politici durante il regime comunista.
Oggi il castello possiede cinque torri e ospita una torre dell'orologio, una chiesa, una cisterna, e molti altri punti di interesse.